# Всемирная выставка (2030)
Всемирная выставка (ЭКСПО) 2030 — предстоящая Всемирная выставка, организуемая Международным бюро выставок (МБВ), штаб-квартира которого расположена в Париже. Страны, желающие организовать Всемирную выставку 2030 на своей территории, должны были подать свои заявки до 29 октября 2021 года. 25 апреля 2021 года Россия передала свою заявку в МБВ на право проведение ЭКСПО 2030, но позже отозвала её.
28 ноября 2023 года местом проведения Выставки был выбран город Эр-Рияд, столица Саудовской Аравии.

## Города-кандидаты
- Москва, Россия («Человеческий прогресс: общее видение мира в гармонии»)[5]
- Пусан, Корея («Преобразование нашего мира, движение к лучшему будущему»; 23 июня 2021 года)[1]
- Рим, Италия («Горизонтальный город: возрождение городов и гражданское общество»)[6]
- Одесса, Украина («Возрождение. Технологии. Будущее»; 15 октября 2021 года)[7]
- Эр-Рияд, Саудовская Аравия («Эра перемен: управление планетой к дальновидному завтрашнему дню»; 29 октября 2021 года)[8]

## Выбывшие заявки
- Москва, Россия (23 мая 2022 года)[2]
- Одесса, Украина (20 июня 2023 года)[9][10]

## Выбор города
| 173-я Генеральная ассамблея Международного бюро выставок 28 ноября 2023, Париж, Франция |                   |         |
| Город                                                                                   | Государство       | Раунд 1 |
| Пусан                                                                                   | Республика Корея  | 29      |
| Рим                                                                                     | Италия            | 17      |
| Эр-Рияд                                                                                 | Саудовская Аравия | 119     |
| Воздержались                                                                            | -                 | 0       |

## Транспортное сообщение в городах-кандидатах
В случае проведения выставки в Москве в 2021 году для Московского метрополитена рассматривалась возможность продления Солнцевской линии за станцию «Аэропорт Внуково», однако впоследствии Россия отозвала заявку на участие.